# Wes Unseld Jr.
Westley Sissel Unseld Jr. (Catonsville, 20 de julho de 1975) é um treinador norte-americano de basquete profissional que atualmente é assistente do Chicago Bulls. 
Ele é filho de Wes Unseld, um membro do Basketball Hall of Fame que foi jogador, treinador, executivo e é o maior ídolo do Washington Wizards.

## Infância e educação
Unseld cresceu em Catonsville, Maryland. Quando jovem, ele desenvolveu uma forte ligação com o basquete; seu pai é o membro do Basketball Hall of Fame, Wes Unseld. Desde os cinco anos de idade, ele ficava nos vestiários antes dos jogos. Já adulto, ele se lembra de "um ótimo ambiente familiar no vestiário".
Ele jogou basquete no colégio como pivô do Loyola Blakefield em Towson, Maryland. Ele continuou com o basquete universitário por quatro anos na Universidade Johns Hopkins, graduando-se em 1997.

## Carreira na NBA

### Washington Wizards (2005–2011)
Unseld foi diretamente da universidade para a NBA, começando como olheiro do Washington Wizards, trabalhando para seu pai, que era o gerente geral. Ele tinha planejado ir para a pós-graduação após a formatura, mas decidiu dar ao basquete um ano, para ver se ele iria gostar.
Após oito anos trabalhando na equipe, ele foi promovido a treinador adjunto. Unseld recebeu o crédito por criar o plano de jogo ofensivo de Washington, que levou a três temporadas consecutivas (2004-2007) entre as dez melhores da liga. Ele também trabalhou como olheiro e treinador assistente do Washington Mystics da WNBA.

### Golden State Warriors (2011–2012)
Em 2011, após 14 anos, Unseld deixou os Wizards após ter sido negado o cargo de assistente técnico. Ele ficou com o Golden State Warriors por um ano.

### Orlando Magic (2012–2015)
Depois de uma temporada com os Warriors, Unseld foi para o Orlando Magic como treinador assistente em 2012. Após um início de 15–37 na temporada de 2014–15, Unseld foi demitido junto com o técnico Jacque Vaughn em fevereiro de 2015.

### Denver Nuggets (2015–2021)
Quando seu amigo de longa data, Tim Connelly, se tornou gerente geral do Denver Nuggets em 2015, ele ofereceu a Unseld um emprego como assistente técnico. Em 2016, ele foi nomeado o principal assistente técnico. Sua tarefa especial era administrar uma defesa que era ruim; o Nuggets passou de 28º na defesa em 2017–18 para o 10º na temporada de 2018–19. Ele foi creditado com o desenvolvimento de Nikola Jokić, Jamal Murray e Michael Porter Jr. Em 2019, ele foi entrevistado para o cargo vago de treinador principal do Cleveland Cavaliers, mas não conseguiu o emprego. De 2018 até 2021, Denver classificou-se entre os seis primeiros em eficiência defensiva.

### Volta para Washington (2021–2024)
Em 17 de julho de 2021, Unseld Jr. foi nomeado técnico principal do Washington Wizards, assinando um contrato de quatro anos. Em 25 de janeiro de 2024, Unseld Jr. foi dispensado de suas funções de treinador e transferido para uma posição administrativa.

### Chicago Bulls (2024–Presente)
Em 13 de julho de 2024, Unseld Jr. foi contratado como assistente técnico pelo Chicago Bulls.

## Estatísticas como treinador
| Time       | Ano     | Temporada regular | Temporada regular | Temporada regular | Temporada regular | Temporada regular | Playoffs | Playoffs | Playoffs | Playoffs | Playoffs                 |
| Time       | Ano     | J                 | V                 | D                 | %                 | Classificação     | J        | V        | D        | %        | Resultado                |
| ---------- | ------- | ----------------- | ----------------- | ----------------- | ----------------- | ----------------- | -------- | -------- | -------- | -------- | ------------------------ |
| Washington | 2021–22 | 82                | 35                | 47                | .427              | 4th in Southeast  | —        | —        | —        | —        | Não foi para os playoffs |
| Washington | 2022–23 | 82                | 35                | 47                | .427              | 3rd in Southeast  | —        | —        | —        | —        | Não foi para os playoffs |
| Washington | 2023–24 | 43                | 7                 | 36                | .163              | (Demitido)        | —        | —        | —        | —        | —                        |
| Total      | Total   | 207               | 77                | 130               | .338              | —                 | —        | —        | —        | —        | —                        |